# Aeteidae
Aeteidae é uma família de briozoários pertencentes à ordem Cheilostomatida.
Géneros:
- Aetea Lamouroux, 1812
- Callaetea Winston, 2008